# Яркко Рууту
Яркко Рууту (фін. Jarkko Ruutu; 2 вересня 1974, м. Гельсінкі, Фінляндія) — фінський хокеїст, лівий/правий нападник. 
Вихованець хокейної школи ЕВУ. Виступав за ГІФК (Гельсінкі), «Ванкувер Канакс», «Сірак'юс Кранч» (АХЛ), «Піттсбург Пінгвінс», «Оттава Сенаторс», «Анагайм Дакс», «Йокеріт» (Гельсінкі), «Біль».
В чемпіонатах Фінляндії — 318 матчів (77+91), у плей-оф — 39 матчів (8+10).
У складі національної збірної Фінляндії учасник зимових Олімпійських ігор 2002, 2006 і 2010 (18 матчів, 2+1), учасник чемпіонатів світу 1998, 2004, 2005, 2006, 2007 і 2009 (56 матчів, 3+6), учасник Кубка світу 2004 (4 матчів, 0+0). 
Брати: Туомо Рууту, Мікко Рууту.
Досягнення
- Срібний призер зимових Олімпійських ігор (2006), бронзовий призер (2010)
- Срібний призер чемпіонату світу (1998, 2001, 2007), бронзовий призер (2006)
- Фіналіст Кубка світу (2004)
- Чемпіон Фінляндії (1998), срібний призер (1999), бронзовий призер (2012).